# Paralichenochrus turpis
Paralichenochrus turpis är en insektsart som först beskrevs av Brunner von Wattenwyl 1895.  Paralichenochrus turpis ingår i släktet Paralichenochrus och familjen vårtbitare. Inga underarter finns listade i Catalogue of Life.